# Station Castleton
Castleton is een spoorwegstation van National Rail in Castleton, Rochdale in Engeland. Het station is eigendom van Network Rail en wordt beheerd door Northern Rail. Het station is geopend in 1875.